# Сузи Барбоза
Сузи Барбоза (енгл. Suzi Barbosa, рођена 5. јула 1973) је политичарка из Гвинеје Бисао, чланица парламента и координаторка Комитета жена парламентараца Гвинеје Бисао.

## Биографија
Рођена је 5. јула 1973. у Португалској Гвинеји (данас Гвинеја Бисао). Дипломирала је на Универзитету у Лисабону. Заговорник је учешћа жена у националним политичким пословима, била је део феминистичког покрета међу женама из региона Бафата које су избегавале да гласају на изборима ако жене нису биле истакнуте на листи такмичара. Навела је да „Гвинеја Бисао има популацију углавном коју чине жене и веома је тужно видети да немају исте могућности као мушкарци, посебно на позицијама одлучивања”. Од 2016. је била државни секретар за међународну сарадњу и заједнице у Гвинеји Бисао. Била је делегат на првој конференцији Женског круга Народне скупштине у Квебеку 2017. године коју чине политичарке из земаља француског говорног подручја окупљене да изграде капацитете за жене светске лидерке. Постала је министарка спољних послова 3. јула 2019.